# Dubovka (Rusko)
Dubovka (rusky Дубо́вка) je malé město ve Volgogradské oblasti, 52 km severně od Volgogradu. Nachází se na pravém břehu řeky Volhy, která se zde rozlévá do velkého jezera za přehradní hrází. V roce 2006 mělo 15 100 obyvatel (v roce 1989 13 668). Vzniklo jako pevnost v 18. století, roku 1803 získalo městská práva. V současné době má město pravoúhlou síť ulic a nízkou zástavbu; v jeho severní části se nacházejí průmyslové podniky (dřevařský, potravinářský a metalurgický průmysl), v jižní a východní pak obytné soubory. Není napojené na železnici, prochází tudy silnice P-223.